# Borowa (województwo dolnośląskie)

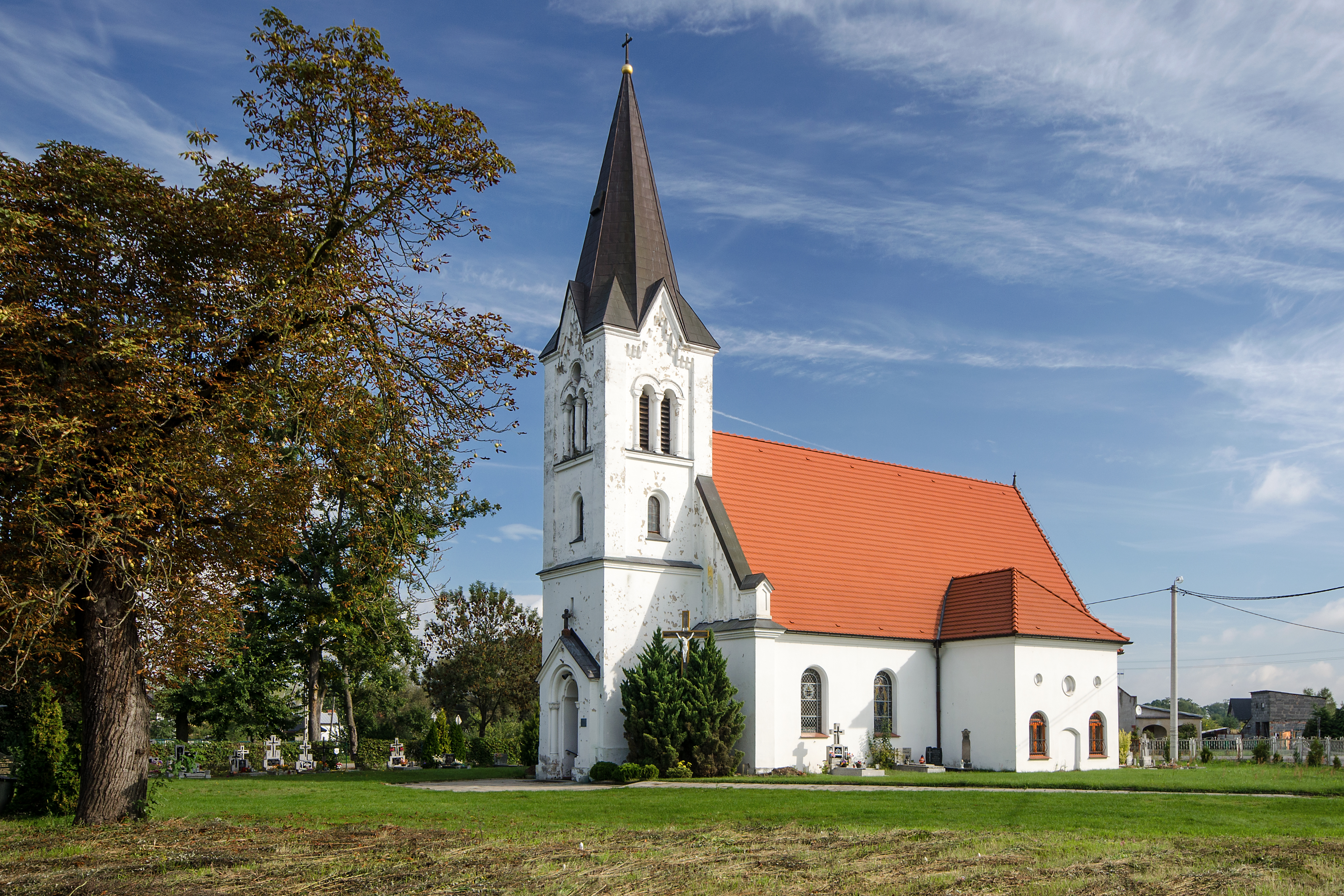
Kościół MB Królowej Polski

Borowa, używana także nazwa Borowa Oleśnicka (niem. Bohrau, Kreis Oels) – wieś w Polsce położona w województwie dolnośląskim, w powiecie wrocławskim, w gminie Długołęka. Znajdujące się w miejscowości 4 stawy o pow. 15 ha wraz z systemem śluz zostały założone przez zakonników na przełomie XII i XIII w.
W latach 1954–1972 wieś należała i była siedzibą władz gromady Borowa. W latach 1975–1998 miejscowość położona była w województwie wrocławskim.
We wsi znajduje się stacja kolejowa Borowa Oleśnicka, na której kursują pociągi na linii Oleśnica – Wrocław Główny.

## Zabytki
Do wojewódzkiego rejestru zabytków wpisane są:
- kościół rzymskokatolicki parafialny Matki Bożej Królowej Polski w dekanacie Oleśnica zachód, z 1771 r., 1865 r.
  - cmentarz przy kościele
- zespół pałacowy, z XVIII-XX w.
  - pałac z roku 1905 powstały na fundamentach poprzedniego pałacu z XVII wieku. Pałac należał w latach 1780–1945 do rodziny von Schwerin. Pierwszym właścicielem z tej rodziny był pruski generał major Friedrich August Carl Leopold (1750–1834), żonaty z hrabianką Luizą Fryderyką Wilhelminą von der Schulenburg (1767–1832). Friedrich August otrzymał w r. 1782 pruski tytuł hrabiowski. Majątek rycerski Bohrau obejmował 648 ha, miał stawy rybne o powierzchni 20 ha. Park dworski był wielkości 8 ha. Ostatnim właścicielem był zamieszkały w Rzymie, nieletni hrabia Bruno von Schwerin, majątkiem administrował jego stryj i opiekun prawny Woldemar hr. von Schwerin. W czasie II wojny światowej pałac był jedną ze składnic dzieł sztuki organizowanych przez Günthera Grundmanna. Składowane były tam cenne starodruki, książki i zbiory monet. Część zbiorów została ewakuowana przez Niemców pod koniec 1944 roku. Od stycznia 1945 r. do października 1945 r. w majątku stacjonowali Rosjanie, następnie utworzono w pałacu szkołę, natomiast zabudowania gospodarcze przekazano PGR i osiedlonym w Borowej ludziom. Od 2005 roku obiekt jest własnością prywatną. Najcenniejszy zabytek Borowej.

- park
- brama.